# Lispe neo
Lispe neo este o specie de muște din genul Lispe, familia Muscidae, descrisă de Malloch în anul 1922. Conform Catalogue of Life specia Lispe neo nu are subspecii cunoscute.